# Hazel Campbell (nhà văn người Jamaica)
Hazel Campbell (1940 – 12 tháng 12 năm 2018)  là một nhà văn người Jamaica, đáng chú ý là truyện ngắn và sách thiếu nhi, cũng là một giáo viên, biên tập viên và nhân viên quan hệ công chúng.

## Tiểu sử
Hazel Dorothy Campbell sinh ra ở Jamaica, nơi bà học trường trung học Merl Grove ở Kingston. Sau đó, bà đã có được bằng cử nhân tiếng Anh và tiếng Tây Ban Nha tại Đại học West Indies, Mona, sau đó là Văn bằng về Nghiên cứu Quản lý và Truyền thông đại chúng. Bà làm giáo viên, làm nhân viên quan hệ công chúng, biên tập viên, có nhà văn và nhà sản xuất video cho Dịch vụ thông tin Jamaica, Bộ Ngoại giao và Trung tâm đào tạo và sản xuất sáng tạo. Từ năm 1987, bà làm nghề tư vấn truyền thông.
Cuốn sách xuất bản đầu tiên của bà, vào năm 1978, là The Rag Doll & Other Stories, và bà tiếp tục trở thành một trong những nhà văn sung mãn nhất được sản xuất bởi Jamaica. bà đặc biệt được chú ý vì những cuốn sách dành cho trẻ em của mình và Jamaica Gleaner lưu ý: "Campbell có hiểu biết sâu sắc về trẻ em và thể hiện năng khiếu trong việc chế tạo tài liệu thu hút sự chú ý của chúng trong văn học."  Truyện ngắn của bà xuất hiện trong các ấn phẩm bao gồm Truyện Tây Ấn (chủ biên. John Wickham, 1981), Caribanthology I (chủ biên. Bruce St. John, 1981), Tập trung 1983; và Đối mặt với biển (chủ biên. Anne Walmsley, 1986).